# Anthidium sonorense
Anthidium sonorense är en biart som beskrevs av Cockerell 1923. Anthidium sonorense ingår i släktet ullbin och familjen buksamlarbin. Inga underarter finns listade.

## Beskrivning
Anthidium sonorense är ett medelstort bi; som de flesta medlemmar av släktet är det svart med gula markeringar, bland annat i form av tvärband på bakkroppen. Arten har generellt omfattande, gula teckningar; honorna i den kalifornska populationen har två gula längsstrimmor på bakkroppen, något som är unikt för arten. Både längsstrimmorna och tvärbanden tenderar att minska i de södra delarna av utbredningsområdet.

## Ekologi
Arten lever i varma ökenområden. Den är en generalist, som hämtar näring från flera växtfamiljer likt isörtsväxter, korgblommiga växter, ärtväxter, brännreveväxter och pockenholtsväxter (Zygophyllaceae)
Arten är ett solitärt, det vill säga icke samhällsbildande bi där varje hona själv sörjer för sin avkomma. Honan klär larvcellerna med bomullsliknande hår hon hämtar från växter.

## Utbredning
Utbredningsområdet omfattar sydvästra Nordamerika från Arizona, södra Nevada, södra Kalifornien, Texas och New Mexico i USA till Baja California och Sonora i Mexiko.